# Челновая (деревня)
Челновая — деревня в Ярцевском районе Смоленской области России. Входит в состав Подрощинского сельского поселения. Население — 250 жителей (2022 год).  В администрации  муниципального образования «Ярцевский район» Смоленской области деревню Челновая считают развивающимся и перспективным населенным пунктом. В деревне выделяются земельные участки под индивидуальное жилищное строительство, запланирована газификация. Большая часть жителей проживают сезонно с весны по осень, тогда как  зимой население мигрирует из-за отсутствия централизованного тепло- и газоснабжения. За 2018 год было построено 5 новых домов, введена в эксплуатацию общественная детская игровая площадка. В 2019 году установлены фонари на основных улицах и проведен частичный ремонт центрального водоснабжения.
На территории деревни ведется экономическая деятельность частных предприятий. В деревне Челновой находится пилорама О. Харлампиева. Налажено производство бань. Есть несколько пчеловодческих пасек и фермерские хозяйства.
Расположена в центральной части области в 16 км к юго-востоку от Ярцева, на автодороге Р134 «Старая Смоленская дорога» Смоленск — Дорогобуж — Вязьма — Зубцов. В 19 км севернее деревни расположена железнодорожная станция Милохово на линии Москва — Минск.

## История
В годы Великой Отечественной войны деревня была оккупирована гитлеровскими войсками в июле 1941 год Западнее деревни находятся заброшенные окопы и противотанковые рвы Ржевско-Вяземского оборонительного рубежа (см. Вяземская операция). Наряду с Соловьевской переправой и бродами через реку Днепр у деревни Ковали являлась важной стратегической точкой. Уже в январе-феврале 1942 году в результате успешных действий партизанских отрядов А. Демченкова, Г. Масенкова и Г. Юрченко гитлеровцы были выбиты из деревни. Наследники ветерана А. Демченкова и по сей день продолжают проживать в деревне. Различные соединения и объединения, оказавшиеся в Дорогобужском партизанском крае, за исключением большей части сил 33 армии, оказались в подчинении командования 1 гвардейского кавалерийского корпуса.  С тех пор 3-й батальон 2-го партизанского полка находился в Челновой, обороняя переправы и переходя в контратаки. Фашистское командование 24 мая 1942 г. предприняло две крупные операции против сил Дорогобужского партизанского края: операцию «Зейдлиц» в западной части края против 1 партизанской дивизии и кавалерийского корпуса и операцию «Ганновер». В начале июня 1942 года по приказу командования партизанские отряды были вынуждены отойти из деревни Челновая.
Деревня Челновая окончательно освобождена в сентябре 1943 года.